# Barzi
La famiglia Barzi fu una nobile famiglia milanese.

## Storia

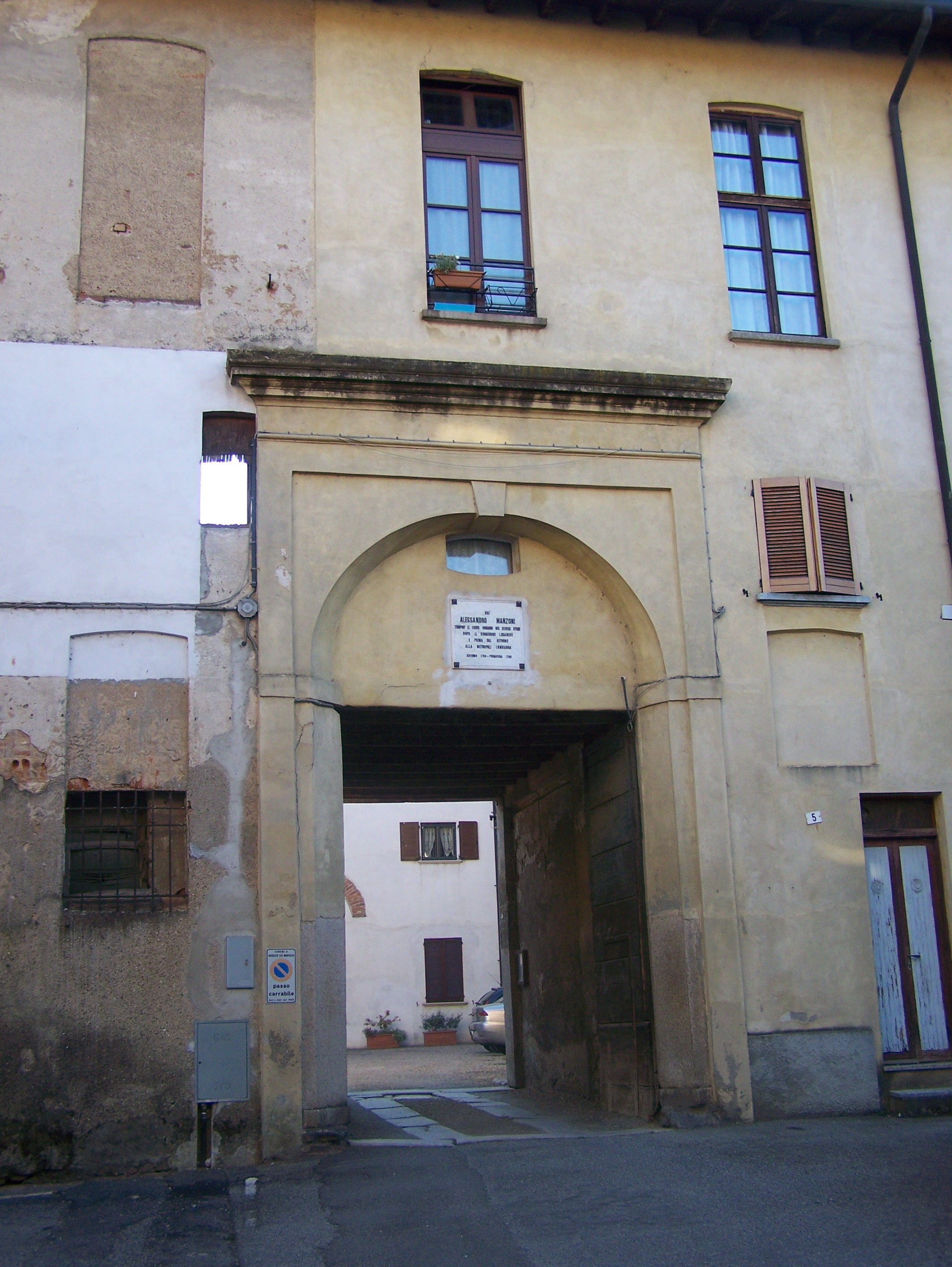
La facciata di palazzo Barzi (poi Arconati) a Castellazzo de' Barzi.

La famiglia, di antica origine, emerse nel milanese con la figura di Simone che fu ambasciatore per conto dei Visconti. Fu lui, con la fortuna acquisita, a iniziare l'acquisto dei primi terreni dei suoi feudi a Robecco sul Naviglio ed a Castellazzo, borgo che dalla sua famiglia prese poi l'attuale appellativo di "de' Barzi". Nel 1433 egli venne ufficialmente infeudato di Robecco dal duca Filippo Maria Visconti, pur non ottenendo ufficialmente l'infeudazione anche di Castellazzo dove pure la sua famiglia possedeva ormai più della metà dei terreni presenti (nel XVII secolo si giungerà al 95% dei terreni posseduti).
I due figli di Simone, Baldassarre e Giovanni, furono all'origine dei due principali rami della famiglia. Baldassarre ebbe un figlio illegittimo, Gian Giacomo, legittimandolo nel 1472 il quale a sua volta fu padre di due figli, Gian Francesco, membro dei 60 decurioni dal 1518, e Baldassarre che fu tra i XII di provvisione dal 1543. Questa linea dei Barzi si estinse con Margherita, nipote di quest'ultimo Baldassarre, la quale sposò Girolamo Visconti di Cassano. La linea originatasi da Gian Francesco, primogenito di Baldassarre di Gian Giacomo, si stabilì anch'essa a Milano ma Girolamo, pronipote di Gian Francesco, uccise nel 1625 il fratello Carlo e per questo subì la confisca dei propri beni. Ebbe un figlio, Gian Ambrogio, il quale visse in semi-povertà ed ebbe un solo figlio maschio, Baldassarre, che si fece sacerdote. All'inizio del Seicento, la famiglia fece erigere il proprio palazzo di villeggiatura a Castellazzo de' Barzi, il quale venne successivamente venduto alla famiglia Arconati.
L'altra linea della famiglia, originatasi da Giovanni figlio di Simone, ebbe per capostipiti i fratelli Ambrogio e Baldassarre che a loro volta diedero origine a due linee che si estinsero entrambe nel XVIII secolo.